# Општина Спинени (Олт)
Спинени (рум. Spineni) општина је у Румунији у округу Олт.
Oпштина се налази на надморској висини од 270 m.